# Cernotina harrisi
Cernotina harrisi är en nattsländeart som beskrevs av Sykora 1998. Cernotina harrisi ingår i släktet Cernotina och familjen fångstnätnattsländor. Inga underarter finns listade i Catalogue of Life.